# 6-я Ямболская повстанческая оперативная зона
6-я Ямболская повстанческая оперативная зона (болг. Шеста Ямболска въстаническа оперативна зона) — временное оперативное формирование Народно-освободительной повстанческой армии Болгарии во время Второй мировой войны.

## История
6-я Ямболская повстанческая оперативная зона Народно-освободительной повстанческой армии Болгарии была образована в мае 1943 года в селе Веселиново (нынешняя Ямболская область) на заседании областного комитета БРП (к). В Веселиново в конце апреля 1942 года была сформирована первая партизанская группа в Болгарии. Участниками заседания были следующие члены областного комитета: Димитр Димов, Панайот Каракачанов, Никола Янев, Стоян Сюлемезов и секретарь Ямболского городского комитета БРП (к) Стефан Ганев. По указанию ЦК БРП (к) и Главного штаба НОВА был сформирован штаб в следующем составе:
- Командир повстанческой зоны и представитель ЦК БРП (к): Димитр Димов[болг.] (позывные бай Даню, Танасов)
- Помощник командира: Панайот Каракачанов[болг.] (позывные Гарабед, Антон)
- Политический комиссар: Никола Янев (позывные бай Ангел, Ангел Венев)
- Помощник политического комиссара: Велчо Чанков (болг. Велчо Чанков, позывные Пешо, Добрев)
- Начальник штаба: Стоян Сюлемезов[болг.] (позывные Игнат, Дамян, Д. Николов)
- Сотрудник штаба по печати газеты «Народен другар»: Штиляна Петрова (болг. Щиляна Петрова, позывной Райна)

С конца 1943 года в штаб входил секретарь Ямболского окружного комитета Рабочего молодёжного союза Николай Чернев (Здравко). Газета «Народен другар» выходила с 1 февраля 1943 года.

## Структура
В состав 6-й Ямболской повстанческой оперативной зоны входили пять партизанских отрядов и разные боевые группы БКП. К отрядам относились:
- Партизанский отряд имени Хаджи Димитра
- Партизанский отряд «Смерть фашизму»
- Партизанский отряд «Народный кулак»
- Партизанский отряд имени Петра Момчилова
- 4-й партизанский отряд